# 4889 Praetorius
A 4889 Praetorius (ideiglenes jelöléssel 1982 UW3) a Naprendszer kisbolygóövében található aszteroida. Freimut Börngen fedezte fel 1982. október 19-én.